# 須田泰大
須田 泰大（すだ やすひろ、1990年4月12日 - ）は、日本の元男性タレント。2013年引退。本名同じ。青山学院大学社会情報学部卒業。
現在は、青山学院高等部の情報科教師。
東京都出身。事務所はキャロット（旧名称：シーアンドティー）に所属、2012年12月までに所属者一覧から記載なしとなった。

## 略歴
- 1998年 - フジテレビ『おとこのこおんなのこ』で子役デビュー。
- 1999年 - NHK教育『天才てれびくんワイド』にてれび戦士として2年間出演。
- 2013年 - 芸能界を引退。

## 出演

### テレビドラマ
- 東芝日曜劇場 ガッコの先生（2001年10月7日 - 12月16日、TBS）白石秀一 役
- 貫太ですッ!（2003年6月30日 - 9月26日、東海テレビ）
- ホームドラマ!（2004年4月16日 - 6月25日、TBS）長峰拓 役

### バラエティ
- おとこのこおんなのこ（1998年、フジテレビ）
- 天才てれびくんワイド（1999年 - 2001年、NHK教育）てれび戦士

### その他のテレビ番組
- 科学大好き土よう塾（2003年 - 2004年、NHK教育）塾生

### 映画
- 呪霊 THE MOVIE（2003年）
- 誰も知らない（2004年）
- 博士の愛した数式（2006年）
- 太陽の傷（2006年）

### CM
- 誠文堂新光社、子供の科学9月号（2001年）スチル
- 田原屋（2001年）スチル
- エバラ食品工業、どんぶり喰い亭（2002年）
- 任天堂、ポケモンアドバンス（2002年）
- イトーヨーカ堂、チラシ（2002年）スチル
- 九州ジャスコ（2002年）スチル
- マイカル、サティ（2002年）スチル
- 日産、エルグランド（2002年 - 2003年）
- バンダイ、ウォーターシューター（2003年）
- ジャスコ（2003年）スチル
- イトーヨーカ堂、店頭POP（2003年）スチル
- 日本コカ・コーラ、ファンタ（2004年）
- 石屋製菓、白い恋人（2004年）

### 雑誌連載
- 少年俳優（2005年）